# Йозеф Пирунг
Йозеф Пирунг (на немски: Josef Pirrung) е бивш германски футболист.
От февруари 1967 г. Йозеф Пирунг записва значителен брой срещи за младежкия национален отбор на Германия, включително и в младежки турнир под егидата на УЕФА в Турция. През същата година футболистът получава тажка контузия като чупи крака си на три места.
През 1969 г. високият 167 см Пирунг преминава от отбора на Мюнхвайлер в Кайзерслаутерн. Той играе с червената фланелка в Първа Бундеслига до 1981 г., като записва 305 срещи и отбелязва 61 гола. Два пъти играе във финалната среща за Купата на Германия, но за негово нещастие и двата пъти са неуспешни.
Йозеф Пирунг е част от разширения отбор на Германия за Световното първенство през 1974 г., но впоследствие не намира място в окончателния състав. В края на 1974 г. футболистът играе с националната фланелка срещу Гърция и Малта.
Освен това Пирунг е част от отбора на Кайзерслаутерн, който прави дебют за „гордостта на Пфалц“ в европейските клубни турнири в мачовете срещу английския Стоук Сити през сезон 1972/73.